# Lumparn

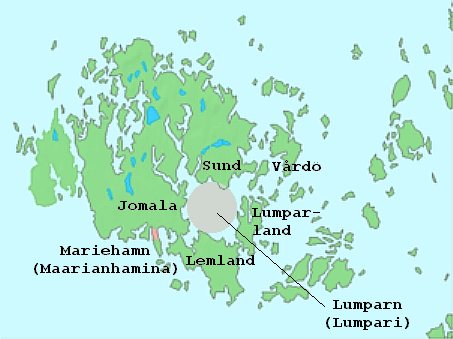
Lumparn med kraterområdet i grått.

Lumparn är en cirka 10 kilometer lång och bred havsfjärd (60° 10’ N 20° 09’ Ö) på Åland. Fjärden kallas ibland även för Innanhavet och den gränsar mot Sund i norr, Jomala i väster, Lemland i söder och Lumparland samt Vårdö i öster. Det största djupet är på 35 meter och det ligger i den östra delen av fjärden invid ön Trollskär i den norra delen av Lumparland. Medeldjupet är 20 meter. Bottnen är flack och denna består av jotnisk sandsten och östersjökalk. Fjärden har ett flertal vikar, vilka sträcker sig åt olika håll. Bland dessa finns Slottssundet, vilket är 4 kilometer långt och utsträcker sig till Kastelholm, samt Färjsundet. I Lumparn finns ett fåtal mindre öar.
Fritidshusområdet Båtsvik ligger vid Lumparn.

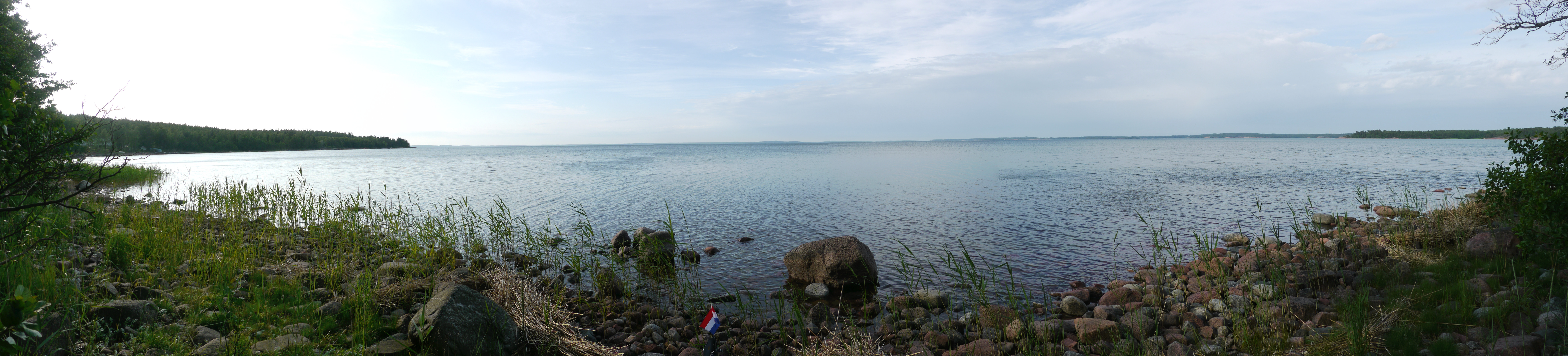
Översikt över Lumparn; sett från den södra kusten.

## Nedslagskratern
Lumparn är den femte identifierade nedslagskratern i Finland. Tidigare trodde man att fjärden var en gravsänka. Trots att man forskat i området sedan 1931, identifierades den som en krater först år 1993. 1979 antydde paleontologen Glen Merrill att Lumparn inte är en gravsänka utan en nedslagskrater. Sommaren 1992 upptäckte den svenske geologen Nils-Bertil Svensson långa kornformade tektiter. Dessa kan bäst ses i berggrunden vid stränderna i den sydvästra delen av Lumparn. Borrprov hade gjorts på 1960-talet, men då borrade man bara i sandstensavlagringen.
Kratern har en diameter på 7–10 kilometer och ligger helt under havsbottnen, täckt av flera lager sediment. Mellan det pleistocena lagret och rapakiviskiktet ligger ett lager av sandsten från den paleozoiska (ordovicium) eran. Stränderna vid Lumparn är ett av de få ställen i Finland där fossil kan hittas. Åldern på nedslagskratern är 500–1 200 miljoner, alternativt cirka 1 miljard år.